# Flughafen San Rafael

i8
i11
i13
Der Flughafen San Rafael (offiziell: Aeropuerto Internacional Suboficial Ayudante Santiago Germano) ist ein argentinischer Flughafen nahe der Stadt San Rafael in der Provinz Mendoza. Der Flughafen wurde 1997 eröffnet und bedient seitdem Flüge nach Buenos Aires. Er wird von Aeropuertos Argentinas 2000 betrieben.

## Fluggesellschaften und Flugziele
| Fluggesellschaft      | Ziele                      |
| --------------------- | -------------------------- |
| Aerolíneas Argentinas | Buenos Aires-Jorge Newbery |
| Quellen:              |                            |